# Gârbovi
Gârbovi è un comune della Romania di 4 255 abitanti, ubicato nel distretto di Ialomița, nella regione storica della Muntenia.